# Campeonato de Primera División 1995-96 (Argentina)
El Campeonato de Primera División 1995-96 fue la sexagésima sexta temporada de la era profesional del fútbol argentino. Se jugó en dos fases, el Torneo Apertura 1995 y el Torneo Clausura 1996, cada una con su respectivo campeón. A partir de este ciclo se adoptó el sistema de puntuación que otorga tres puntos por partido ganado. 
El ganador de ambos fue el Club Atlético Vélez Sarsfield, que así llegó a 4 títulos locales. Clasificó así a la Copa Libertadores 1997. El segundo clasificado se definió con el enfrentamiento de los subcampeones de los dos torneos.
Se definieron, por medio de la tabla de posiciones final del campeonato, los participantes de la Copa Conmebol 1996,  entre los equipos que no fueran invitados a la Supercopa Sudamericana 1996, ni clasificados a la Copa Libertadores 1997.
Al finalizar el torneo se determinaron los descensos al Nacional B, por la tabla de promedios, en la que se computaron dos puntos por partido ganado.

## Ascensos y descensos
| Pos     | Equipos ascendidos      |
| ------- | ----------------------- |
| 1.º     | Estudiantes de La Plata |
| 1.º Red | Colón                   |

| Pos  | Equipos descendidos en la temporada 1994-95 |
| ---- | ------------------------------------------- |
| 19.º | Deportivo Mandiyú                           |
| 20.º | Talleres (C)                                |

## Equipos
| Equipo             | Ciudad        |
| ------------------ | ------------- |
| Argentinos Juniors | Buenos Aires  |
| Banfield           | Banfield      |
| Belgrano           | Córdoba       |
| Boca Juniors       | Buenos Aires  |
| Colón              | Santa Fe      |
| Deportivo Español  | Buenos Aires  |
| Estudiantes        | La Plata      |
| Ferro Carril Oeste | Buenos Aires  |
| Gimnasia y Esgrima | Jujuy         |
| Gimnasia y Esgrima | La Plata      |
| Huracán            | Buenos Aires  |
| Independiente      | Avellaneda    |
| Lanús              | Lanús         |
| Newell's Old Boys  | Rosario       |
| Platense           | Vicente López |
| Racing Club        | Avellaneda    |
| River Plate        | Buenos Aires  |
| Rosario Central    | Rosario       |
| San Lorenzo        | Buenos Aires  |
| Vélez Sarsfield    | Buenos Aires  |

### Distribución geográfica de los equipos
| Región                 | Cant. | Equipos |
| ---------------------- | ----- | --- |
| Ciudad de Buenos Aires | 8     | Argentinos Juniors, Boca Juniors, Deportivo Español, Ferro Carril Oeste, Huracán, River Plate, San Lorenzo y Vélez Sarsfield |
| Conurbano bonaerense   | 5     | Banfield, Independiente, Lanús, Platense y Racing Club                                                                       |
| Provincia de Santa Fe  | 3     | Colón, Newell's Old Boys y Rosario Central                                                                                   |
| Ciudad de La Plata     | 2     | Estudiantes y Gimnasia y Esgrima                                                                                             |
| Provincia de Córdoba   | 1     | Belgrano |
| Provincia de Jujuy     | 1     | Gimnasia y Esgrima |

## Sistema de disputa
Se jugaron dos torneos independientes, Apertura y Clausura, en una sola rueda por el sistema de todos contra todos, en las que el segundo constituyó los desquites del primero, y cada uno consagró su propio campeón.
A partir de esta temporada, al igual que en las categorías de ascenso, cada equipo sumó 3 puntos por partido ganado.

## Torneo Apertura

### Tabla de posiciones final
| Pos  | Equipo                  | Pts | PJ | G  | E | P  | GF | GC | DIF |
| ---- | ----------------------- | --- | -- | -- | - | -- | -- | -- | --- |
| 1.º  | Vélez Sarsfield         | 41  | 19 | 13 | 2 | 4  | 29 | 13 | 16  |
| 2.º  | Racing Club             | 35  | 19 | 10 | 5 | 4  | 35 | 24 | 11  |
| 3.º  | Lanús                   | 35  | 19 | 10 | 5 | 4  | 25 | 16 | 9   |
| 4.º  | Boca Juniors            | 35  | 19 | 9  | 8 | 2  | 23 | 16 | 7   |
| 5.º  | San Lorenzo             | 32  | 19 | 9  | 5 | 5  | 35 | 24 | 11  |
| 6.º  | Huracán                 | 32  | 19 | 9  | 5 | 5  | 25 | 22 | 3   |
| 7.º  | River Plate             | 29  | 19 | 7  | 8 | 4  | 21 | 20 | 1   |
| 8.º  | Gimnasia y Esgrima (J)  | 28  | 19 | 8  | 4 | 7  | 28 | 30 | -2  |
| 9.º  | Estudiantes (LP)        | 25  | 19 | 6  | 7 | 6  | 29 | 23 | 6   |
| 10.º | Rosario Central         | 24  | 19 | 5  | 9 | 5  | 18 | 20 | -2  |
| 11.º | Platense                | 23  | 19 | 5  | 8 | 6  | 25 | 24 | 1   |
| 12.º | Newell's Old Boys       | 23  | 19 | 5  | 8 | 6  | 26 | 32 | -6  |
| 13.º | Colón                   | 21  | 19 | 5  | 6 | 8  | 22 | 20 | 2   |
| 14.º | Independiente           | 21  | 19 | 4  | 9 | 6  | 15 | 18 | -3  |
| 15.º | Gimnasia y Esgrima (LP) | 21  | 19 | 5  | 6 | 8  | 14 | 25 | -11 |
| 16.º | Argentinos Juniors      | 19  | 19 | 5  | 4 | 10 | 18 | 22 | -4  |
| 17.º | Ferro Carril Oeste      | 17  | 19 | 3  | 8 | 8  | 21 | 29 | -8  |
| 18.º | Deportivo Español       | 17  | 19 | 3  | 8 | 8  | 18 | 26 | -8  |
| 19.º | Banfield                | 14  | 19 | 2  | 8 | 9  | 17 | 29 | -12 |
| 20.º | Belgrano                | 13  | 19 | 2  | 7 | 10 | 12 | 23 | -11 |

## Torneo Clausura

### Tabla de posiciones final
| Pos  | Equipo                  | Pts | PJ | G  | E | P  | GF | GC | DIF |
| ---- | ----------------------- | --- | -- | -- | - | -- | -- | -- | --- |
| 1.º  | Vélez Sarsfield         | 40  | 19 | 11 | 7 | 1  | 40 | 18 | 22  |
| 2.º  | Gimnasia y Esgrima (LP) | 39  | 19 | 12 | 3 | 4  | 44 | 21 | 23  |
| 3.º  | Lanús                   | 34  | 19 | 10 | 4 | 5  | 35 | 24 | 11  |
| 4.º  | Estudiantes (LP)        | 34  | 19 | 9  | 7 | 3  | 33 | 22 | 11  |
| 5.º  | Boca Juniors            | 33  | 19 | 10 | 3 | 6  | 30 | 26 | 4   |
| 6.º  | Rosario Central         | 30  | 19 | 8  | 6 | 5  | 33 | 23 | 10  |
| 7.º  | Huracán                 | 29  | 19 | 7  | 8 | 4  | 32 | 29 | 3   |
| 8.º  | Racing Club             | 29  | 19 | 8  | 5 | 6  | 26 | 25 | 1   |
| 9.º  | Colón                   | 26  | 19 | 7  | 5 | 7  | 20 | 21 | -1  |
| 10.º | Ferro Carril Oeste      | 26  | 19 | 6  | 8 | 5  | 16 | 20 | -4  |
| 11.º | Deportivo Español       | 24  | 19 | 5  | 9 | 5  | 19 | 19 | 0   |
| 12.º | Independiente           | 23  | 19 | 5  | 8 | 6  | 22 | 26 | -4  |
| 13.º | Belgrano                | 22  | 19 | 6  | 4 | 9  | 23 | 26 | -3  |
| 14.º | River Plate             | 21  | 19 | 6  | 3 | 10 | 32 | 33 | -1  |
| 15.º | Platense                | 21  | 19 | 6  | 3 | 10 | 23 | 29 | -6  |
| 16.º | Gimnasia y Esgrima (J)  | 21  | 19 | 6  | 3 | 10 | 22 | 37 | -15 |
| 17.º | Newell's Old Boys       | 18  | 19 | 3  | 9 | 7  | 20 | 28 | -8  |
| 18.º | Banfield                | 17  | 19 | 4  | 5 | 10 | 20 | 25 | -5  |
| 19.º | San Lorenzo             | 16  | 19 | 4  | 4 | 11 | 15 | 29 | -14 |
| 20.º | Argentinos Juniors      | 13  | 19 | 3  | 4 | 12 | 12 | 36 | -24 |

## Tabla de posiciones final del campeonato
Esta tabla fue utilizada como clasificatoria para la Copa Conmebol 1996.
| Pos  | Equipo                  | Pts | PJ | PG | PE | PP | GF | GC | Dif |
| ---- | ----------------------- | --- | -- | -- | -- | -- | -- | -- | --- |
| 1.º  | Vélez Sarsfield (*)     | 81  | 38 | 24 | 9  | 5  | 69 | 31 | 38  |
| 2.º  | Lanús                   | 69  | 38 | 20 | 9  | 9  | 60 | 40 | 20  |
| 3.º  | Boca Juniors (**)       | 68  | 38 | 19 | 11 | 8  | 53 | 42 | 11  |
| 4.º  | Racing Club (**)        | 64  | 38 | 18 | 10 | 10 | 61 | 49 | 12  |
| 5.º  | Huracán                 | 61  | 38 | 16 | 13 | 9  | 57 | 51 | 6   |
| 6.º  | Gimnasia y Esgrima (LP) | 60  | 38 | 17 | 9  | 12 | 58 | 46 | 12  |
| 7.º  | Estudiantes (LP) (**)   | 59  | 38 | 15 | 14 | 9  | 62 | 45 | 17  |
| 8.º  | Rosario Central (****)  | 54  | 38 | 13 | 15 | 10 | 51 | 43 | 8   |
| 9.º  | River Plate (***)       | 50  | 38 | 13 | 11 | 14 | 53 | 53 | 0   |
| 10.º | Gimnasia y Esgrima (J)  | 49  | 38 | 14 | 7  | 17 | 50 | 67 | -17 |
| 11.º | San Lorenzo             | 48  | 38 | 13 | 9  | 16 | 50 | 53 | -3  |
| 12.º | Colón                   | 47  | 38 | 12 | 11 | 15 | 42 | 41 | 1   |
| 13.º | Platense                | 44  | 38 | 11 | 11 | 16 | 48 | 53 | -5  |
| 14.º | Independiente (**)      | 44  | 38 | 9  | 17 | 12 | 37 | 44 | -7  |
| 15.º | Ferro Carril Oeste      | 43  | 38 | 9  | 16 | 13 | 37 | 49 | -12 |
| 16.º | Deportivo Español       | 41  | 38 | 8  | 17 | 13 | 37 | 45 | -8  |
| 17.º | Newell's Old Boys       | 41  | 38 | 8  | 17 | 13 | 46 | 60 | -14 |
| 18.º | Belgrano                | 35  | 38 | 8  | 11 | 19 | 35 | 49 | -14 |
| 19.º | Argentinos Juniors (**) | 32  | 38 | 8  | 8  | 22 | 30 | 58 | -28 |
| 20.º | Banfield                | 31  | 38 | 6  | 13 | 19 | 37 | 54 | -17 |

(*) Clasificado a la Copa Libertadores 1997 e invitado a la Supercopa Sudamericana 1996.

(**) Invitado a la Supercopa Sudamericana 1996.

(***) Invitado a la Supercopa Sudamericana 1996 y clasificado como Campeón de la Copa Libertadores 1996.

(****) Clasificado como campeón de la Copa Conmebol 1995.
- Argentina tuvo 2 cupos clasificatorios a la Copa Conmebol 1996: el campeón de la edición anterior, por ser un equipo argentino, y el mejor ubicado en esta tabla, que no estuviera invitado a la Supercopa Sudamericana 1996 ni clasificado a la Copa Libertadores 1997.

## Clasificación  a la Copa Libertadores
Para establecer el segundo clasificado a la Copa Libertadores 1997, se enfrentaron a un solo partido los subcampeones del Apertura 95, Racing Club, y del Clausura 96, Gimnasia y Esgrima (LP), ya que ambos torneos fueron ganados por Vélez Sarsfield.
| Partido clasificatorio | Partido clasificatorio | Partido clasificatorio | Partido clasificatorio | Partido clasificatorio |
| Equipo 1               | Resultado              | Equipo 2               | Estadio                | Fecha                  |
| ---------------------- | ---------------------- | ---------------------- | ---------------------- | ---------------------- |
| Racing Club            | 1 - 0 (t.s.)           | Gimnasia (LP)          | Monumental             | 22 de agosto           |

## Tabla de descenso
Esta tabla se calculó con una puntuación de 2 puntos por victoria.
| Pos  | Equipo                  | 93-94 | 94-95 | 95-96 | Total | PJ  | Promedio |
| ---- | ----------------------- | ----- | ----- | ----- | ----- | --- | -------- |
| 1.º  | Vélez Sarsfield         | 38    | 52    | 57    | 147   | 114 | 1,289    |
| 2.º  | San Lorenzo             | 44    | 56    | 35    | 135   | 114 | 1,184    |
| 3.º  | Boca Juniors            | 42    | 41    | 49    | 132   | 114 | 1,158    |
| 4.º  | Estudiantes (LP)        | -     | -     | 44    | 44    | 38  | 1,158    |
| 5.º  | River Plate             | 45    | 49    | 37    | 131   | 114 | 1,149    |
| 6.º  | Gimnasia y Esgrima (LP) | 37    | 49    | 43    | 129   | 114 | 1,131    |
| 7.º  | Lanús                   | 41    | 39    | 49    | 129   | 114 | 1,131    |
| 8.º  | Racing Club             | 41    | 39    | 46    | 127   | 114 | 1,114    |
| 9.º  | Independiente           | 48    | 37    | 35    | 120   | 114 | 1,052    |
| 10.º | Rosario Central         | 38    | 39    | 41    | 118   | 114 | 1,035    |
| 11.º | Huracán                 | 43    | 29    | 45    | 117   | 114 | 1,026    |
| 12.º | Newell's Old Boys       | 36    | 38    | 33    | 107   | 114 | 0,938    |
| 13.º | Platense                | 38    | 35    | 33    | 106   | 114 | 0,930    |
| 14.º | Colón                   | -     | -     | 35    | 35    | 38  | 0,921    |
| 15.º | Banfield                | 40    | 36    | 25    | 101   | 114 | 0,886    |
| 16.º | Deportivo Español       | 32    | 36    | 33    | 101   | 114 | 0,886    |
| 17.º | Ferro Carril Oeste      | 35    | 32    | 34    | 101   | 114 | 0,886    |
| 18.º | Gimnasia y Esgrima (J)  | -     | 32    | 35    | 67    | 76  | 0,882    |
| 19.º | Belgrano                | 35    | 36    | 27    | 98    | 114 | 0,860    |
| 20.º | Argentinos Juniors      | 36    | 34    | 24    | 94    | 114 | 0,825    |

|  |                             |
|  | Descendieron al Nacional B. |

## Descensos y ascensos
Al finalizar la temporada, Argentinos Juniors y Belgrano descendieron al Nacional B, siendo reemplazados por Huracán Corrientes y Unión para la temporada 1996-97.